# تاريخ البرلمان المصري
كانت الحياة البرلمانية في مصر علامة على الحضارات المصرية على امتداد تاريخها. في التاريخ الحديث بدأت الحياة البرلمانية في وقت مبكر من عام 1824 بينما لم تبدأ الحياة النيابية التمثيلية حتى عام 1866. في عام 2016 احتفلت مصر بالذكرى المائة والخمسين للحياة البرلمانية في بلدهم.
برلمان مصر اليوم مؤلف من مجلسين وهما مجلسي النواب و الشيوخ وفقا للتعديلات الدستورية 2019م
.

## تاريخ ما قبل 1923
تشتهر مصر ببدء أقدم القوانين الإدارية والتشريعية في التاريخ. علي مدار تاريخها حيث قدمت للثقافات والحضارات الإنسانية الهائلة الشكل الأكثر تقدمًا للحكم والإدارة. وضعت الحضارة الفرعونية الأساس للحكم والإدارة. عين الفرعون على رأس الدولة مسؤولين حكوميين رفيعي المستوى. ظل نظام الحكم القابل للتطبيق ساري المفعول منذ السلالة الثالثة والرابعة وتم إطلاق العديد من الرموز كان بعضها مرتبطًا بساعات عمل محدودة للفلاحين بينما حارب آخرون العمل القسري والكثير من الوظائف المتعبة الأخرى ...
بعد أن غزا الإسكندر الأكبر مصر في عام 330 قبل الميلاد بدأ العصر الهلنستي وخلط بين الحضارتين المصرية واليونانية. بعد وفاته بدأ عصر بطليموس وانتهى فقط بالإطاحة من قبل الرومان.
على الرغم من أن الحكم الروماني كان مرًا إلا أن المصريين احتفظوا بمعظم تقاليدهم وقواعدهم وأعرافهم حتى انتشرت المسيحية في النصف الأول من القرن الأول مع مشاركة الكنيسة إلى حد كبير في استدامة العادات والتقاليد الجوهرية.
خلال الحقبة الإسلامية كان الحكم والتشريع مستمدين بشكل أساسي من القرآن والسنة بناءً على صيغة التشاور كونها واحدة من المبادئ الأساسية للشريعة الإسلامية. عندما أصبحت القاهرة عاصمة الخلافة الفاطمية (969-1171) تطور الحكم والتشريع. علاوة على ذلك أصبحت مدينة القاهرة عاصمة مصر والخلافة الإسلامية.
في عهد المماليك (1250–1517) بنى السلطان الظاهر بيبرس محكمة العدل في قلعة صلاح الدين الأيوبي لتكون مقر الحكومة. غطى اختصاصها إنفاذ القوانين وتسوية المنازعات والمفاوضات مع الدول المجاورة.
خلال العصر العثماني (1517-1805) شكلت المحاكم الإسلامية النظام القضائي المطبق. كان للقضاة أحكامهم تستند مباشرة إلى مبادئ الفقه الإسلامي فيما يتعلق بالنزاعات المدنية والجنائية. استمر هذا الأمر ساري المفعول حتى نهاية القرن الثامن عشر. وهكذا كانت مصر مسرحًا للتطورات السياسية والاجتماعية الحاسمة
في عام 1795 أي بعد ست سنوات تقريبًا من الثورة الفرنسية غذت انتفاضة سياسية كبرى تطالب بالحقوق والحريات والعدالة. جمعت بين القوى الوطنية والقيادات الشعبية لدعم المطالب الوطنية للعدالة والمساواة والحرية.
كنتيجة للمقاومة المتصاعدة ضد الحاكم العثماني والمماليك كانت مصر على وشك تمرد هائل. وأدى ذلك إلى قيام العلماء بوضع أيديهم على وثيقة مكتوبة توضح العلاقة بين الفرد والحاكم وتجنب رفع الضرائب دون موافقة ممثلي الشعب، ولا سيما الشخصيات البارزة ( العلماء ).
كان ظهور الأحزاب السياسية في مصر في القرن التاسع عشر انعكاسًا للتفاعلات الاجتماعية والاقتصادية والثقافية وكذلك بعض الظروف التاريخية والوطنية والسياسية مما أدى إلى إنشاء وتطوير المؤسسات الحديثة للإدارة الحكومية والمجتمع مثل البرلمان والأحزاب سياسية والنقابات. كان هذا الظهور تدريجيًا ومر بمراحل متعاقبة. تشكلت الأحزاب السياسية أولاً كمجتمعات سرية تلاها تشكيل مجموعات سياسية.
كان الحزب الوطني هو الحزب الأول الذي تشكل في عام 1907 من قبل مصطفى كامل باشا . في أقل من عشر سنوات كان هناك تنوع كبير في هذه الأحزاب. في طبيعتها وتشكيلها وتنظيمها وقوتها، قاعدتها الشعبية ومنصاتها. كانت هناك أحزاب قومية وجماعات يسيطر عليها القصر الملكي والبعض الآخر شكلته سلطة الاحتلال وكذلك أحزاب أيديولوجية تعبر عن أيديولوجيات معينة.
من 1907 إلى 1920 كانت الأحزاب السياسية التي تم تشكيلها بالفعل في مصر إشارة انطلاق لنشر المزيد من الأحزاب ؛ لكن تم تقييدهم بسبب الاحتلال البريطاني والتبعية المصرية للإمبراطورية العثمانية. أدى إعلان الاستقلال المصري المنفرد الصادر في فبراير 1922 وإصدار دستور 1923 إلى تأسيس قاعدة دستورية ملكية قائمة على التعددية الحزبية ومبادئ الديمقراطية الليبرالية.

## دستور 1923
بعد نهاية الحرب العالمية الأولى اندلعت الثورة المصرية عام 1919 داعية إلى الحرية والاستقلال والديمقراطية. أسفرت هذه الثورة عن إعلان 28 فبراير 1922 الذي اعترف بمصر كدولة مستقلة (مع بعض التحفظات) وأنهى مصر كمحمية بريطانية.
بناءً على هذا الوضع الجديد تم إصدار دستور مصري جديد في أبريل 1923 من قبل لجنة تشريعية تضم 30 عضوًا تضم ممثلين عن الأحزاب السياسية بالإضافة إلى قادة الحركة الوطنية.
كان دستور مصر لعام 1923 دستورًا سابقًا لمصر خلال الفترة 1923-1952. تم استبداله بدستور عام 1930 لمدة 5 سنوات (1930-1935) قبل استعادته في عام 1935. واعتمد نظام التمثيل البرلماني على أساس الفصل والتعاون بين السلطات. كان البرلمان يتكون من مجلسين يتكون من مجلس الشيوخ ومجلس النواب.
خلال 1923-1952 شهدت مصر تجربة رائعة غنية بالممارسات السياسية والديمقراطية ومع ذلك، فقد تميزت هذه التجربة بالعديد من العيوب مثل الاحتلال البريطاني والتدخل الأجنبي في شؤون مصر وتدخل القصر الملكي في الحياة السياسية.

## الهيئات البرلمانية المصرية

### المجلس الأعلى
في مايو 1805 قام علماء الدين في الأزهر بقيادة الثورة الديمقراطية الناضجة التي شهدتها مصر. شاركت جميع فئات المجتمع في تلك الثورة التي أطلق قادتها على محمد علي والي مصر وتم فرضه على السلطان العثماني. وكان محمد علي قد تعهد بالولاء للشعب على أساس مبدأ الأمة هي مصدر السلطة. وتنص هذه الشروط على أنه يدير العدالة وينفذ الأحكام والتشريعات ولا يتصرف إلا بعد التشاور وإلا سيتم إزالته؟
مباشرة بعد توليه السلطة بدأ محمد علي ثورة إدارية شاملة بهدف إنشاء مؤسسات حديثة بما في ذلك مجلس تمثيلي.
في عام 1824 تم تأسيس المجلس الأعلى وقد كانت البداية الحقيقية لمجلس تمثيلي تم انتخاب أعضائه جزئياً ومثلوا جميع فئات الشعب. في البداية كانت تتألف من 24 عضوًا ثم 48 عضوًا بعد إضافة 24 شيخًا في جامعة الأزهر وتم اختيار اثنين من التجار من قبل التجار ورئيس العاصمة والمحاسبين واثنين من الشخصيات البارزة من كل محافظة تم انتخابهم من قبل الجمهور.
في يناير 1825 أصدر المجلس الأعلى قانونًا أساسيًا. وذكرت أن وظيفتها هي مناقشة ما اقترحه محمد علي أو فيما يتعلق بسياسته الداخلية. كما ينص النظام الأساسي على مواعيد وإجراءات الجلسة.

### مجلس التشاور
في عام 1829 أدى نجاح المجلس الأعلى في أداء مهامه إلى إنشاء مجلس التشاور الذي كان نقطة الانطلاق لنظام الشورى (التشاور). وتألفت من موظفين حكوميين رفيعي المستوى والعلماء والشخصيات البارزة برئاسة إبراهيم باشا نجل محمد علي. كان هذا المجلس بمثابة جمعية عامة تتألف من 156 عضوًا، 33 منهم من الموظفين رفيعي المستوى والعلماء و 24 من مدراء المقاطعات و 99 من كبار الشخصيات المصرية الذين انتخبهم الشعب.
عقد مجلس الاستشارات جلساته لتقديم الاستشارات في مجالات التعليم والإدارة والأشغال العامة. في عام 1830 صدر النظام الداخلي للمجلس وفي عام 1833 أصدر المجلس قانونًا خاصًا لاستكمال نظامه الداخلي وتنظيم العمل ذي الصلة.
في عام 1837 أصدر محمد علي القانون الأساسي للولاية الذي وضع عنوانًا فرعيًا للمجلس الاستشاري مع المجلس التشريعي الخاص والمجلس التشريعي العام لمناقشة المسائل التي أحالتها إليها الحكومة. ثم تم تشكيل مجلس الوزراء من سبع حافظات أساسية.

### المجلس الاستشاري التمثيلي
شهد عام 1866 التطور الأكثر أهمية في الحياة البرلمانية المصرية عندما أنشأ خديوي إسماعيل مجلس النواب الاستشاري . كان هذا المجلس الأول مع وظائف تمثيلية. صدر مرسوم الخديوي بشأن إنشاء هذا المجلس في نوفمبر 1866 ، والذي تضمن النظام الدائم لقواعد وإجراءات المجلس. تألف النظام الدائم من ثمانية عشر مادة حددت النظام الانتخابي ومتطلبات أهلية المرشحين وشروط الجمعية التشريعية. وشملت كذلك التحقيق في الشؤون الداخلية وإحالة التوصيات إلى الخديوي. تأثر النظام الدائم للمجلس والنظام الداخلي تأثراً كبيراً بالنظم البرلمانية الأوروبية المعاصرة، ولا سيما الفرنسية.
يتألف مجلس النواب الاستشاري من 75 عضواً ينتخبون من شخصيات بارزة في القاهرة والإسكندرية ودمياط، بالإضافة إلى مجلس الشيوخ (زعماء القرى) والشيوخ في المحافظات الأخرى. تم انتخابهم لأول مرة في عهد الخديوي إسماعيل، بالإضافة إلى رئيس الجمهورية الذي تم تعيينه بموجب مرسوم ملكي.
كانت ولاية المجلس ثلاث سنوات وظلت الجلسة لمدة شهرين كل عام. عقدت تسع جلسات في ثلاث فترات تشريعية (25 نوفمبر 1866 - 6 يوليو 1879).
مع مرور الوقت توسعت صلاحيات المجلس، وبدأت اتجاهات المعارضة في الظهور. انبثق هذا التطور عن مدارس المنارة التي نشرتها مجموعة من كبار المفكرين والكتاب، فضلاً عن الصحف، التي شددت على الحاجة إلى إنشاء مجلس تمثيلي يحافظ على المزيد من الكفاءات في التشريعات بقدر ما يسيطر عليها.
في عام 1878 تم إنشاء أول مجلس وزراء، وأعيد تشكيل البرلمان ومنح المزيد من صلاحيات التمرين (على الرغم من أن بعض الأمور، مثل الشؤون المالية، ظلت خارج نطاق صلاحياتها).
في يونيو 1879 ، تم إعداد الأمر الدائم الجديد لمجلس النواب الاستشاري لإصداره من قبل الخديوي (رئيس الدولة). وذكر أن المجلس يتألف من 120 عضوا لمصر والسودان. وأهم بند في هذا النظام الدائم هو مساءلة الوزراء. أعطى المجلس المزيد من النفوذ في المسائل المالية. ومع ذلك، خديوي توفيق، الذي توج في 26 يونيو 1879 ، ينتهك النظام الدائم وألغى المجلس. لكن المجلس بقي في الجلسة حتى يوليو 1879.

### مجلس النوابالمصري
9 أيلول (سبتمبر) 1881 شهد ثورة عرابي التي دعت إلى تأسيس مجلس النواب . تم إجراء الانتخابات وفقًا للأمر الدائم الصادر عام 1866. تم افتتاح المجلس الجديد المسمى مجلس النواب المصري في 26 سبتمبر 1881 ، حيث صدر مرسوم حكومي في 7 فبراير 1882 ، في انتظار موافقة الحكومة على قانون أساسي جديد . وقد حمّل ذلك القانون الأساسي مجلس الوزراء أمام مجلس النواب المنتخب من قبل الشعب، الذي كان له سلطة تشريع الوزير واستجوابه. كانت مدة مجلس النواب المصري خمس سنوات، وكانت كل دورة ثلاثة أشهر.
وهكذا تم تأسيس أساس الممارسة الديمقراطية تدريجيا. ومع ذلك فإن هذا لم يدم طويلا حيث عقد مجلس النواب المصري جلسة عادية واحدة (26 ديسمبر 1881 - 26 مارس 1882) قبل احتلال بريطانيا مصر وإلغاء القانون الأساسي. في عام 1883 صدر ما يسمى القانون العادي الذي شكل نكسة للحياة التمثيلية في مصر.

### المجلس الاستشاري للقوانين
ينص القانون العادي الصادر عام 1883 على أن البرلمان المصري يتألف من مجلسين: المجلس الاستشاري للقوانين والجمعية العامة. كما أنشأت مجالس المحافظات التي كانت وظيفتها إدارية وتشريعية، وعُهد إليها بانتخاب أعضاء المجلس الاستشاري للقوانين.
يتألف المجلس الاستشاري للقوانين، الذي تبلغ مدته 6 سنوات، من 30 عضوًا: 14 عضوًا معينًا، بمن فيهم رئيس مجلس النواب وواحد من نائبيه، و 16 عضوًا منتخبًا، بمن فيهم نائب رئيس مجلس النواب الآخر. من ناحية أخرى، كانت الجمعية العامة تتألف من 83 عضوًا، و 46 عضوًا منتخبًا، والباقي أعضاء بحكم منصبهم. وكان الأخيرون أعضاء في المجلس الاستشاري للقوانين، الذي ترأس رئيسه الجمعية العامة، وسبعة وزراء.

### المجلس التشريعي
في يوليو 1913 تم حل كل من المجلس الاستشاري للقوانين والجمعية العامة، وأنشئت الجمعية التشريعية. تألفت من 83 عضوا: 66 منتخبا و 17 معين. ينص القانون العادي الصادر في يوليو 1913 على أن مدة الجمعية التشريعية ست سنوات. في الواقع، استمرت الجمعية التشريعية في الفترة من 22 يناير 1914 حتى 17 يونيو 1914 عندما اندلعت الحرب العالمية الأولى وأعلنت الأحكام العرفية في مصر. في وقت لاحق من ديسمبر 1914 ، أعلنت بريطانيا مصر محمية بريطانية، وتم تأجيل جلسة الجمعية التشريعية إلى أجل غير مسمى. في عام 1915 تم تعليق القانون العادي حتى تم حل الجمعية التشريعية في أبريل 1923.

### دستور 1923
وفقًا لدستور 1923 كان البرلمان المصري يتكون من مجلسين، ويتألف من مجلس الشيوخ ومجلس النواب. كما تبنى الدستور مبدأ المساواة في الصلاحيات في المجلسين مع بعض الاستثناءات. وكان من المقرر انتخاب جميع أعضاء مجلس النواب لمدة 5 سنوات. من ناحية أخرى، تم انتخاب ثلاثة أخماس أعضاء مجلس الشيوخ، وتم تعيين الباقين.
تباين عدد الأعضاء على مدار السنوات التي كان فيها الدستور ساري المفعول. كان مجلس النواب 214 عضوا في الفترة 1924-1930 ، ثم أصبح 235. انخفض عدد بموجب دستور 1923 الذي استمر في العمل خلال 1931-1934 ليصبح 150. زاد مرة أخرى بموجب دستور 1923 لتصبح 232 ل الفترة 1936-1938. ثم أصبح عدد الأعضاء 264 من 1938 إلى 1949. وقد زاد إلى 319 في عام 1950 واستمر على هذا النحو حتى ثورة 1952.
على الرغم من أن البرلمان الذي أنشأه دستور عام 1923 كان خطوة متقدمة على طريق الديمقراطية والتمثيل في مصر. ومع ذلك، كانت الممارسة مختلطة مع العديد من الجوانب السلبية. تباينت الحياة السياسية في الفترة 1923-1952 بين المد والجزر في الديمقراطية الشعبية المحدودة وانحسار بسبب تدخل قوات الاحتلال والقصر، مما أدى إلى حل البرلمان عشر مرات. علاوة على ذلك، صدر دستور جديد في عام 1930 واستمر لمدة خمس سنوات. كانت هذه نكسة للحياة الديمقراطية حتى تم استعادة دستور 1923 في عام 1935.
وبالتالي، تدهورت الظروف الدستورية لأسباب داخلية وخارجية. انعكس هذا التدهور في حالة من عدم الاستقرار السياسي والحكومي لدرجة أن مصر قد طورت 40 خزانة في الفترة 1923-1952.

## ثورة 1952

### بموجب دستور 1956
في عام 1956 أعلن عن الدستور الجديد الذي ينص على تشكيل الجمعية الوطنية في 22 يوليو 1957 بعضوية 350 عضوا منتخبا. ومع ذلك، فإنه ساري المفعول حتى 10 فبراير 1958 ، عندما تم منح الاندماج المصري - السوري بالقوة وإلغاء دستور 1956.

### دستور الجمهورية العربية المتحدة
تمت صياغة الدستور المؤقت للجمهورية العربية المتحدة في مارس 1958 ، وتم إنشاء جمعية وطنية مشتركة، وتم تعيين أعضائها (400 من مصر و 200 من سوريا). اجتمعت لأول مرة في 21 يوليو 1960 واستمرت حتى 22 يونيو 1961. تم فصل مصر وسوريا في وقت لاحق في 28 سبتمبر 1961.

### الدستور المؤقت لعام 1963
في مارس 1964 تم الإعلان عن دستور مؤقت إضافي، حيث ولدت جمعية وطنية منتخبة من 350 عضوًا، نصفهم على الأقل من العمال والمزارعين - ردًا على القوانين الاشتراكية في ذلك الوقت في يوليو 1961 بالإضافة إلى 10 أعضاء تم تعيينهم من قبل رئيس جمهورية . استمرت هذه الجمعية من 26 مارس 1964 إلى 12 نوفمبر 1968. وأجريت انتخابات جديدة في 20 يناير 1969 ، وكانت الجمعية سارية حتى 30 أغسطس 1971.

### دستور 1971
أعلن الدستور لتحديث نظام التمثيل الديمقراطي في تأكيد سيادة القانون واستقلال القضاء وتعدد الأحزاب. تم ملاحظة تغيرات ديمقراطية متنامية، مما أدى إلى إجراء انتخابات قانونية على أساس متعدد المنتديات داخل الاتحاد الاشتراكي العربي - وهو التجمع السياسي الوحيد في ذلك الوقت. بموجب دستور عام 1971 ، كان البرلمان المصري يتكون من مجلسين، ويتألف من مجلس الشعب المصري ومجلس الشورى ، بعضوية 454 عضوًا، بما في ذلك عشرة أعضاء يعينهم رئيس الجمهورية.
اجتمع البرلمان لمدة عام واحد لمدة تسعة أشهر كل عام: في ظل ظروف خاصة، يمكن لرئيس الجمهورية استدعاء جلسة إضافية. على الرغم من أن سلطات البرلمان قد ازدادت منذ تعديلات 1980 على الدستور، إلا أن البرلمان كان يفتقر إلى الصلاحيات لتحقيق التوازن الفعال بين سلطات الرئيس.
في عام 1979 ، أجريت انتخابات تشريعية قائمة على الأحزاب لأول مرة في مصر بعد إجراء أحزاب سياسية في أعقاب ثورة 1952. شاركت الأحزاب التي تشكلت وفقًا لقانون الأحزاب السياسية في عام 1977 في الانتخابات المذكورة.
في عام 1980 ، أنشئ مجلس الشورى لتوسيع نطاق المشاركة السياسية والديمقراطية.
تم إدخال تعديلات مرسوم على النظام الانتخابي لمجلس الشعب سعيا لتحقيق أفضل تمثيل شعبي.
في عام 1983 ، تم اعتماد قائمة الأحزاب والتمثيل النسبي كعملية انتخابية شاركت فيها الأحزاب السياسية. في عام 1986 ، صدر قانون يعدل العملية الانتخابية، وأسس ربط قوائم الأحزاب بنظام الأغلبية الفردية.
ومع ذلك، أسفرت التجربة عن العودة إلى نظام الأغلبية الفردية في عام 1990. تم تقسيم الجمهورية إلى 222 دائرة، عضوين لكل دائرة، واحدة على الأقل من العمال والمزارعين.

#### مجلس الشعب
كان مجلس الشعب هو مجلس النواب وتم تشكيله في عام 1971 نتيجة لاعتماد الدستور الجديد. تتكون الجمعية من 454 نائبا، يتم انتخاب 444 منهم مباشرة بينما يتم تعيين العشرة الباقين من قبل رئيس الجمهورية. يحتفظ الدستور بنسبة 50 في المائة من مقاعد الجمعية لـ «العمال والمزارعين» ، واحد لكل مقعدين. تعقد الجمعية لمدة خمس سنوات ولكن يمكن حلها في وقت سابق من قبل الرئيس. يتم التصويت على جميع المقاعد في كل انتخابات.

#### مجلس الشورى
كان مجلس الشورى هو المجلس الأعلى. يترجم اسمه تقريبًا إلى اللغة الإنجليزية باسم «المجلس الاستشاري». تم إنشاء المجلس في عام 1980 من خلال تعديل دستوري. يتألف المجلس من 264 عضوًا، منهم 174 عضوًا يتم انتخابهم بشكل مباشر ويعين 88 رئيسًا من قبل رئيس الجمهورية لمدة ست سنوات. كانت العضوية بالتناوب، مع تجديد نصف المجلس كل ثلاث سنوات. كانت السلطات التشريعية لمجلس الشورى محدودة. بالنسبة لمعظم المسائل التشريعية، احتفظ مجلس الشعب بالكلمة الأخيرة في حالة وجود خلاف بين المجلسين. تم إحراق مبنى مجلس الشورى الذي يبلغ عمره 130 عامًا بالكامل في 19 أغسطس 2008. تم إلغاء المجلس في مسودة الدستور لعام 2013 ؛  تم إقرار الدستور، وهذا يعني أن الإلغاء نهائي.

### الإطاحة بمبارك بعد عام 2011
تم حل البرلمان مراراً وتكراراً في أعقاب الإطاحة بمبارك. الأولى من قبل المجلس الأعلى للقوات المسلحة في عام 2011 ثم استعادتها بأمر من الرئيس المنتخب محمد مرسي في عام 2012 ثم تم حلها بأمر من الرئيس المؤقت عدلي منصور في عام 2013.
لمدة ثلاث سنوات لم يكن لمصر برلمان  ولكن في أكتوبر وديسمبر 2015 أجريت انتخابات لمجلس النواب الجديد. سيتم تكليف البرلمان المنتخب بمهمة مراجعة القوانين التي تم إقرارها أثناء عدم وجود البرلمان.

## روابط خارجية
- الصفحة الرئيسية للبرلمان المصري (عربي)
- الصفحة الرئيسية للبرلمان المصري (الإنجليزية)